# Antonio Betancort Barrera
Antonio Betancort Barrera (Las Palmas de Gran Canaria, 13 de març de 1937 - Las Palmas de Gran Canaria, 15 de març de 2015) fou un futbolista canari. Va jugar de porter i va desenvolupar la seva carrera a la UD Las Palmas i el Reial Madrid CF.
Va formar part de la selecció espanyola a la Copa del Món de 1966.

## Clubs
- Unión Deportiva Las Palmas: 1956-1961
- Reial Madrid CF: 1961-1962
- Deportivo de la Coruña: 1962-1963
- Reial Madrid CF: 1963-1971
- Unión Deportiva Las Palmas: 1971-1973

## Palmarès

### Campionats estatals
- 6 Lligues espanyoles: 1961/62, 1963/64, 1964/65, 1966/67, 1967/68 i 1968/69 (Reial Madrid CF)
- 2 Copes del Generalíssim: 192 i 1970 (Reial Madrid CF)

### Campionats internacionals
- 1 Copa d'Europa: 1965/66 (Reial Madrid CF)

### Títols individuals
- 2 trofeus Zamora: 1964/65 i 1966/67
- Récord de la lliga espanyola (compartit amb José Manuel Pesudo del FC Barcelona) al porter menys golejat en un sola temporada: 15 gols